# Пир у Симона фарисея
«Пир у Симона фарисея», или «Пир у Симона Фарисея», — картина Питера Пауля Рубенса и Антониса Ван Дейка из собрания Государственного Эрмитажа.
Картина является иллюстрацией сюжета, присутствующего во всех четырёх Евангелиях (Мф. 26: 6-7; Мк. 14: 3-9; Лк 7: 36-50; Ин. 12: 1-8) — помазание Иисуса миром:

Некто из фарисеев просил Его вкусить с ним пищи; и Он, войдя в дом фарисея, возлёг. И вот, женщина того города, которая была грешница, узнав, что Он возлежит в доме фарисея, принесла алавастровый сосуд с миром и, став позади у ног Его и плача, начала обливать ноги Его слезами и отирать волосами головы своей, и целовала ноги Его, и мазала миром. Видя это, фарисей, пригласивший Его, сказал сам в себе: если бы Он был пророк, то знал бы, кто и какая женщина прикасается к Нему, ибо она грешница. <…> И, обратившись к женщине, сказал Симону: видишь ли ты эту женщину? Я пришёл в дом твой, и ты воды Мне на ноги не дал, а она слезами облила Мне ноги и волосами головы своей отёрла; ты целования Мне не дал, а она, с тех пор как Я пришёл, не перестаёт целовать у Меня ноги; ты головы Мне маслом не помазал, а она миром помазала Мне ноги. А потому сказываю тебе: прощаются грехи её многие за то, что она возлюбила много, а кому мало прощается, тот мало любит. Ей же сказал: прощаются тебе грехи.

В Евангелиях от Матфея, Марка и Луки имя грешницы прямо не называется, в Евангелии от Иоанна говорится, что это была Мария из Вифании; в католической традиции она отождествляется с Марией Магдалиной; в православии она отождествляется с сестрой Марфы и Лазаря.
Картина написана в промежуток 1618—1620 годов в мастерской Рубенса, к ней известен предварительный эскиз Рубенса (дерево, масло, 31,5 × 41,5 см), хранящийся в Картинной галерее Венской академии художеств. Основную проработку картины выполнил сам Рубенс, однако ряд фигур принадлежит кисти его ученика Антониса Ван Дейка, чьи эскизы трёх мужских фигур также легли в основу картины (эти эскизы хранятся в Картинной галерее Государственных музеев Берлина и в Картинной галерее Аугсбурга). Выдвигалась версия, что все человеческие фигуры в левой части картины были исполнены Якобом Йордансом, однако эта гипотеза была быстро опровергнута — учёные усмотрели полное несходство живописной манеры Йорданса и Рубенса, кроме того в Брюссельском королевском музее изящных искусств был найден собственноручный рисунок Рубенса с головой негра из этой части картины.
В 1681 году картина находилась в собрании герцога Ришельё, затем принадлежала Государственному секретарю королевского двора Франции графу Луи Фелипо де Понтшартрену, после, сменив нескольких владельцев, картина оказалась у французского дипломата Шарля-Жана-Батиста Флёрио, наследники которого в 1732 году продали картину за 15 000 ливров премьер-министру Великобритании Роберту Уолполу графу Орфорду. В 1778 году его наследниками все собрание картин было продано императрице Екатерине II, и с 1779 года картина находится в Эрмитаже. Первоначально картина была написана на дереве, но в 1821 году реставратором А. Митрохиным была переведена на холст. Выставляется в здании Нового Эрмитажа в зале 247.
Картина пользовалась огромной популярностью и с неё неоднократно выполнялись гравюры и писались копии. В частности, в Эрмитаже имеется поздний рисунок Якоба Йорданса, происходивший из коллекции И. Ф. фон Кобенцля. В Государственной художественной галерее Перми имеется копия работы неизвестного мастера, в XVIII—XIX веках приписывавшаяся Антонису Ван Дейку; эта работа была передана в Пермь из Эрмитажа, куда поступила в период 1763—1774 годов и, вероятнее всего, была привезена из Венеции российским послом в Венецианской республике маркизом Паоло Маруцци.